# Druga crnogorska liga (2016/2017)
Sezon 2016/17 Druga crnogorska liga – 11. edycja rozgrywek czarnogórskiej Drugiej ligi w piłce nożnej. 
Rozgrywki toczyły się w jednej grupie i występowało w nich 12 drużyn. Po zakończeniu sezonu mistrz awansował bezpośrednio do Prva ligi, a wicemistrz i 3. drużyna zagrają w barażu o awans z 8. i 9. drużyną Prva ligi. Trzy ostatnie drużyny spadły do Trećej ligi.

## Druga crnogorska liga

### Drużyny
W Drugiej crnogorskiej lidze w sezonie 2016/17 występowało 12 drużyn.
| Drużyna                                                          | Miasto    | Sezon 2015/16                          | Uwagi                                  |
| Drużyna, która spadła z Prva crnogorskiej ligi 2015/16:          |           |                                        |                                        |
| FK Mornar Bar                                                    | Bar       | 12. miejsce                            |                                        |
| Drużyny, które występowały w Drugiej crnogorskiej lidze 2015/16: |           |                                        |                                        |
| FK Cetinje                                                       | Cetinje   | 2. miejsce                             | przegrał baraże z OFK Petrovac         |
| FK Bratstvo Cijevna                                              | Cijevna   | 3. miejsce                             | przegrał baraże z FK Iskra Danilovgrad |
| FK Radnički Berane                                               | Berane    | 4. miejsce                             |                                        |
| FK Berane                                                        | Berane    | 5. miejsce                             |                                        |
| FK Kom Podgorica                                                 | Podgorica | 6. miejsce                             |                                        |
| FK Grafičar Podgorica                                            | Podgorica | 7. miejsce                             |                                        |
| FK Ibar Rožaje                                                   | Rožaje    | 8. miejsce                             |                                        |
| OFK Igalo                                                        | Igalo     | 9. miejsce                             |                                        |
| FK Jezero Plav                                                   | Plav      | 10. miejsce                            |                                        |
| Drużyny, które awansowały z Trećej crnogorskiej ligi 2015/16:    |           |                                        |                                        |
| FK Čelik Nikšić                                                  | Nikšić    | 1. miejsce Treća liga (Srednja regija) |                                        |
| FK Otrant Ulcinj                                                 | Ulcinj    | 1. miejsce Treća liga (Juzna regija)   |                                        |

### Tabela
| Poz. | Klub                     | M  | Pkt. | Mecze | Mecze | Mecze | Bramki | Bramki |
| Poz. | Klub                     | M  | Pkt. | zwy.  | rem.  | por.  | zdob.  | stra.  |
| ---- | ------------------------ | -- | ---- | ----- | ----- | ----- | ------ | ------ |
| 1    | FK Kom Podgorica         | 30 | 62   | 18    | 8     | 4     | 67     | 21     |
| 2    | FK Ibar Rožaje           | 30 | 60   | 18    | 6     | 6     | 42     | 16     |
| 3    | FK Otrant Ulcinj         | 30 | 51 * | 15    | 7     | 8     | 32     | 22     |
| 4    | FK Mornar Bar            | 30 | 49   | 13    | 10    | 7     | 37     | 21     |
| 5    | FK Jezero Plav           | 30 | 44   | 12    | 8     | 10    | 34     | 26     |
| 6    | FK Berane                | 30 | 41 * | 12    | 8     | 10    | 46     | 43     |
| 7    | FK Cetinje               | 30 | 39   | 11    | 6     | 13    | 27     | 35     |
| 8    | OFK Igalo                | 30 | 34   | 10    | 4     | 16    | 30     | 43     |
| 9    | FK Čelik Nikšić          | 30 | 27 * | 9     | 4     | 17    | 26     | 47     |
| 10   | FK Radnički Berane       | 30 | 24   | 6     | 6     | 18    | 31     | 68     |
| 11   | FK Bratstvo Cijevna      | 30 | 19   | 4     | 7     | 19    | 27     | 57     |
| 12   | FK Grafičar Podgorica ** | 0  | 0    | 0     | 0     | 0     | 0      | 0      |

| Legenda:                                 |
| awans do Prva crnogorskiej ligi          |
| baraże o awans do Prva crnogorskiej ligi |
| spadek do Trećej crnogorskiej ligi       |
| drużyna została rozwiązana               |

- FK Kom Podgorica awansował do Prva ligi 2017/18.
- FK Ibar Rožaje i FK Otrant Ulcinj przegrały swoje mecze barażowe i pozostały w Drugiej crnogorskiej lidze 2017/18.
- FK Bratstvo Cijevna i FK Radnički Berane spadły do Trećej crnogorskiej ligi 2017/18.

 * FK Otrant Ulcinj został ukarany 1. punktem ujemnym, FK Berane został ukarany 3. punktami ujemnymi, a FK Čelik Nikšić został ukarany 4. punktami ujemnymi.
 ** FK Grafičar Podgorica wycofał się z rozgrywek Drugiej ligi po 13 kolejkach, a jego wyniki zostały anulowane (drużyna została rozwiązana).

## Baraż o awans do Prva ligi

### FK Rudar Pljevlja-FK Otrant Ulcinj
|         | Data           | Drużyna 1.        | Drużyna 2.        | Wynik |
| 1. mecz | 31 maja 2017   | FK Otrant Ulcinj  | FK Rudar Pljevlja | 1:0   |
| Rewanż  | 4 czerwca 2017 | FK Rudar Pljevlja | FK Otrant Ulcinj  | 3:0   |

- FK Rudar Pljevlja wygrał mecze barażowe i pozostał w Prva lidze.
- FK Otrant Ulcinj przegrał mecze barażowe i pozostał w Drugiej crnogorskiej lidze.

### OFK Petrovac-FK Ibar Rožaje
|         | Data           | Drużyna 1.     | Drużyna 2.     | Wynik |
| 1. mecz | 31 maja 2017   | OFK Petrovac   | FK Ibar Rožaje | 4:0   |
| Rewanż  | 4 czerwca 2017 | FK Ibar Rožaje | OFK Petrovac   | 1:1   |

- OFK Petrovac wygrał mecze barażowe i pozostał w Prva lidze.
- FK Ibar Rožaje przegrał mecze barażowe i pozostał w Drugiej crnogorskiej lidze.